# 涼宮ハルヒちゃんの麻雀
『涼宮ハルヒちゃんの麻雀』（すずみやハルヒちゃんのマージャン）は、涼宮ハルヒシリーズの涼宮ハルヒちゃんの憂鬱および長門有希ちゃんの消失を題材とした角川書店から2011年7月7日に発売された非日常麻雀アドベンチャーゲーム。

## 概要
「涼宮ハルヒシリーズ」のパロディギャグマンガ「涼宮ハルヒちゃんの憂鬱」のキャラクターが登場する麻雀アドベンチャーゲーム。
対局中には、ヘルプ機能としてそれぞれのキャラクター達が打ち筋や捨て牌などをアドバイスしてくれるなど、麻雀初心者でも遊べる仕様となっている。
発売日が数回変更されている。当初は2011年2月24日に発売予定だったが、同年3月31日には延期された。しかし、3月18日に「諸般の事情」により発売日が未定とされた。2ヶ月あまり未定のままだったが、同年5月13日に7月7日に発売日が決定した。
ファミ通の40点満点のクロスレビューでは23点という評価だった。

## 登場人物
詳細については涼宮ハルヒちゃんの憂鬱の登場人物または涼宮ハルヒシリーズの登場人物を参照のこと。
涼宮ハルヒ（すずみや ハルヒ）
声 - 平野綾
長門有希（ながと ゆき）
声 - 茅原実里
朝比奈みくる（あさひな みくる）
声 - 後藤邑子
キョン
声 - 杉田智和
古泉一樹（こいずみ いつき）
声 - 小野大輔
鶴屋さん（つるやさん）
声 - 松岡由貴
森 園生（もり そのう）
声 - 大前茜
担当声優の大前茜が本作発売の前年に引退したため、大前が演じる森園生が登場した作品は本作が最後となった。
新川（あらかわ）
声 - 大塚明夫
あちゃくらさん
声 - 桑谷夏子
キミドリさん
声 - 白石稔
キョンの妹
声 - あおきさやか
谷口（たにぐち）
声 - 白石稔
国木田（くにきだ）
声 - 松元恵
コンピュータ研究部部長
声 - こぶしのぶゆき
長門有希ちゃん（ながと ゆき ちゃん）
声 - 茅原実里
『長門有希ちゃんの消失』からの参加。

## 主題歌
オープニングテーマ
「らくらく全手動空間」
歌 - 涼宮ハルヒちゃん（平野綾）、長門有希（茅原実里）、朝比奈みくる（後藤邑子）
作詞 - 畑亜貴 / 作曲・編曲 - 前山田健一

エンディングテーマ
「遊びの学びの静けさの」
歌 -　長門有希（茅原実里）
作詞 - 畑亜貴 / 作曲・編曲 - 伊藤真澄